# Dum spiro, spero
Dum spiro, spero és una locució llatina atribuïda a Ciceró i traduïble per "Mentrestant respiro, hi ha esperança" o "Mentrestant hi ha vida, hi ha esperança".

## Origen
"Dum spiro, spero" retreu a una fórmula de Ciceró que va escriure a les seves cartes a Àtic (ad Atticum, volum IX, carta 10):
« Vt aegroto, dum anima est, spes esse dicitur, sic ego, quoad Pompeius fuit, sperare non destiti.  »
« Com diuen d'un malalt, mentre li quedi alè, hi ha esperança, així que mai vaig deixar d'esperar, mentre va viure Pompeu. »
També es troba a l'obra de Sèneca (Cartes a Lucilius, carta 70, 6):
« Itaque effeminatissimam uocem ilius Rhodii existimo, qui cum in caueam coniectus esset a tyranno et tamquam ferum aliquod animal aleretur, suadenti cuidam, ut abstinere cibo : « Omnia, inquit, homini, dum uiuit, speranda sunt. »
« Hi ha, al meu parer, una covardia inconcebible en les paraules d'aquest rodià que, engabiat per ordre d'un tirà i alimentat allà com una bèstia, va dir a algú que li va aconsellar suïcidar-se per inanició: "L'home pot esperar qualsevol cosa, sempre que li quedi vida. »

## Divisa

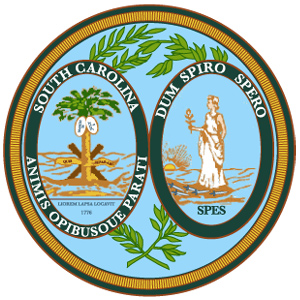
Segell de Carolina del Sud.

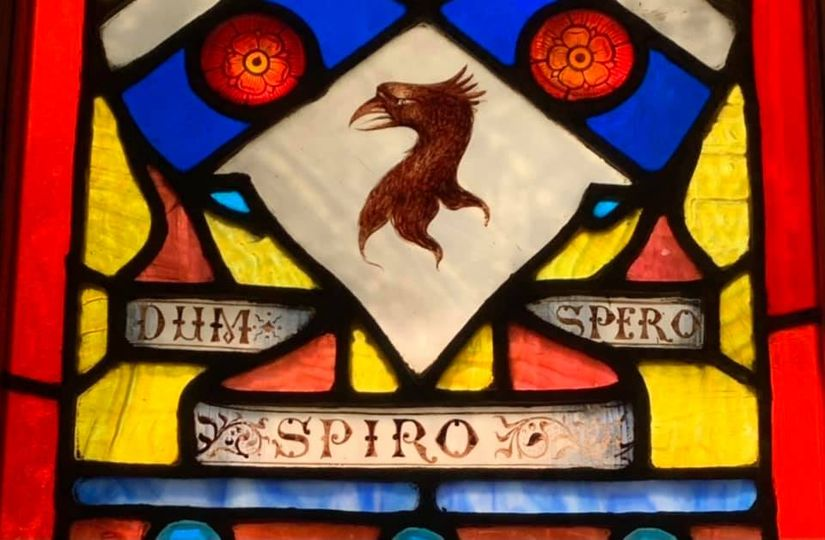
"DUM SPIRO SPERO" en un vitrall de l'Església Unitària de Beverly a Chicago.

Aquesta locució llatina s'utilitza com a lema heràldic, tant en la forma "Dum spiro spero" sense puntuació com fins i tot "Dum Spiro Spero".

### Com a lema
- "DUM SPIRO SPERO" és un dels lemes, juntament amb "ANIMIS OPIBUSQUE PARATI", que l'estat nord-americà de Carolina del Sud utilitza al segell estatal.[1]
- "Dum Spiro Spero" és el lema del clan MacLennan, originari de les terres altes del nord-oest d'Escòcia.[2]
- "Dum Spiro Spero" és el lema de l'Associació Masculina de Rem Van Speyk dins del Club de rem d'estudiants d'Eindhoven Thêta (Eindhovense Studenten Roeivereniging Thêta).[3]
- "Dum Spiro Spero" és el lema del 601è Grup de Forces Especials (601. SkSS) de l'exèrcit de la República Txeca.
- "DUM SPIRO SPERO" és el lema de l'escola de secundària Fairfield College de la ciutat neozelandesa de Hamilton[4]
- "Dum Spiro Spero" és el lema de l'escola infantil Oliver Lodge Primary School de la ciutat sud-africana de Vanderbijlpark.[5]
- "Dum Spiro Spero" és el lema de l'escola infantil Cothill House del comtat anglès d'Oxfordshire.[6]
- "Dum Spiro Spero" va ser el lema del Faculty of the Royal College del Principat de la Província del Riu Hutt, una micronació situada a l'estat d'Austràlia Occidental (1970-2020)[7]
- "Dum Spiro Spero" va ser el lema del regne de Sarawak, al nord de Borneo. (1846-1946)[8]
- "Dum • Spiro • Spero" va ser el lema del principat de Schwarzburg-Rudolstadt (més tard estat federal de l'Imperi Alemany) i dels seus prínceps.
- "Dum spiro, spero" era el lema de la família francesa Robert (de Saint-Jal)[9]
- "DUM SPIRO SPERO" va ser el lema utilitzat el 1890 per la ciutat escosesa de Saint Andrews,[10] i és visible a l'heràldica al voltant de la ciutat des de mitjans del segle XIX en endavant.[11][12]

### Com a inscripció
- A la paret del castell d'Edzell i retallada en lletres al jardí, explicant els dos lemes de la família Lindsay, Dum Spiro Spero i Endure Forte, al consell escocès d'Angus.
- En medallons que marquen el Barbary Coast Trail a San Francisco, EUA.[13]
- En un vitrall de l'Església Unitària de Beverly a Chicago, EUA.
- Sobre de la porta principal de l'edifici situat al 220 East Walton Place a Chicago, EUA.[14]

### Cites
- Alexandre Dumas, a Le Chevalier de Maison-Rouge (1845), fa servir l'expressió Dum spiro, spero sense explicar-la realment,  l'havien d'entendre els seus lectors.[15]
- Jules Verne, a Els fills del capità Grant (1867-68), fa de la forma abreujada spiro, spero el lema personal del professor Jacques Paganel: « — No, amic John! No tornarem de Nova Zelanda! Però, tanmateix... bé, coneixeu la naturalesa humana! Només cal respirar per esperar! I el meu lema és "spiro, spero", que val els lemes més bonics del món! ».[16]

### Altres
- "Dum Spiro Spero" és el títol del vuitè àlbum de la banda japonesa de metal progressiu Dir En Grey editat l'agost de 2011.[17]